# 启示录第12章

法兰德斯画家鲁本斯的作品描绘本章中的妇人身穿白衣、外披兰色斗篷、脚下踏着毒蛇。

《启示录》第12章记载了《启示录》的作者拔摩岛的约翰所见到的关于一位形象光明的妇人逃避撒旦迫害的异象。

## 异象内容
- 一位“身披日头，脚踏月亮，头戴十二星的冠冕”的妇人，在忍受产难，将要生孩子；（第1-2节）
  - 七头戴七冠、长十角的大红龙撒但摔落在地上，等在妇人面前，要吞吃她的孩子。（第3-4节）

- 妇人生下了“一个将来要用牧杖辖管万国的男孩子”；（第5-6节）
  - 她的这一个儿子被提到神的宝座那里去了。（第6节）

- 撒但及其使者在天上战败于天使长米迦勒率领的天使；（第7-8节）
  - 撒但及其使者（“天上星辰的三分之一”）彻底丧失在诸天的立足之地，被摔落在地上，能在“地与海”活动。（第4、9、12节）
  - 天上有大声音说，“神的救恩、能力、国度和基督的权柄，现在都来到了。”（第10节）

- 撒但气忿地到地上迫害光明妇人。（第12节）
  - 妇人逃到旷野，在神预备的地方躲避“1260天”即“三年半”……（第6、14节）
  - 撒但在妇人身后，从口中吐出水来像河一样，要将妇人沖去；（第15节）
    - 地却帮助妇人，开口吞了从龙口吐出来的河。（第16节）

- 撒旦怒而迫害她的其余子女（守神的诫命并且为耶稣作见证的真正基督徒）……（第17节）
  - “弟兄胜过他，是因羔羊的血，和自己所见证的道。他们虽至于死、也不爱惜性命。”（第11节）

## 世人解释

### 天主教
天主教认为她与圣母玛利亚有关，男孩子是玛利亚之子耶稣。瓜达卢佩圣母（Virgin of Guadalupe）的形象曾被作为《启示录》中的妇人的象征。

### 新教
另有一部分圣经学者认为这妇人是以色列民族，根据是《创世记》第37章第9节，约瑟梦见“太阳、月亮与十一个星”向他下拜。

#### 召会
在李常受的《启示录生命读经》中，则将这位妇人解释为神全体子民的象征，因为神将跟從祂的人整體視為自己的妻子，是《圣经》里的啟示，其中日头象征神新约时代的子民，月亮表征神旧约时代的子民，十二星象征列祖。妇人所生的男孩子是妇人较刚强的部分，即得胜者。男孩子被提以后，妇人要留在地上经过大灾难。一千二百六十天恰好就是三年半，也就是大灾难的时期。

## 世俗文化

### 引用
1. 1 2  "Drawn by the Brush: Oil Sketches by Rubens" （页面存档备份，存于）（2006年12月2日查阅）
2. ↑  Brading, D.A. Mexican Phoenix 《瓜达卢佩圣母：跨越5个世纪的肖像和传统》，剑桥：剑桥大学出版社，2001年
3. ↑  李常受：《启示录生命读经》第三十四篇：《宇宙的光明妇人》
4. ↑  《以赛亚书》第54章第5节：“因为造你的，是你的丈夫。”《耶利米书》第3章第14节节，耶和华说，我是你们的丈夫。《耶利米书》第31章第32节，我虽是他们的丈夫。《何西阿书》第2章第19节，我必聘你永远归我为妻。《哥林多后书》第11章第2节：“因为我曾把你们许配一个丈夫，要将一个贞洁的童女献给基督。”。《以弗所書》第5章第31-32节：“為這緣故，人要離開父母，與妻子聯合，二人成為一體。這是極大的奧秘，但我是指著基督與召會（教會）說的。”
5. ↑  李常受：《启示录生命读经》第三十五篇：妇人和男孩子